# Stickophile
 (novembre 2007).

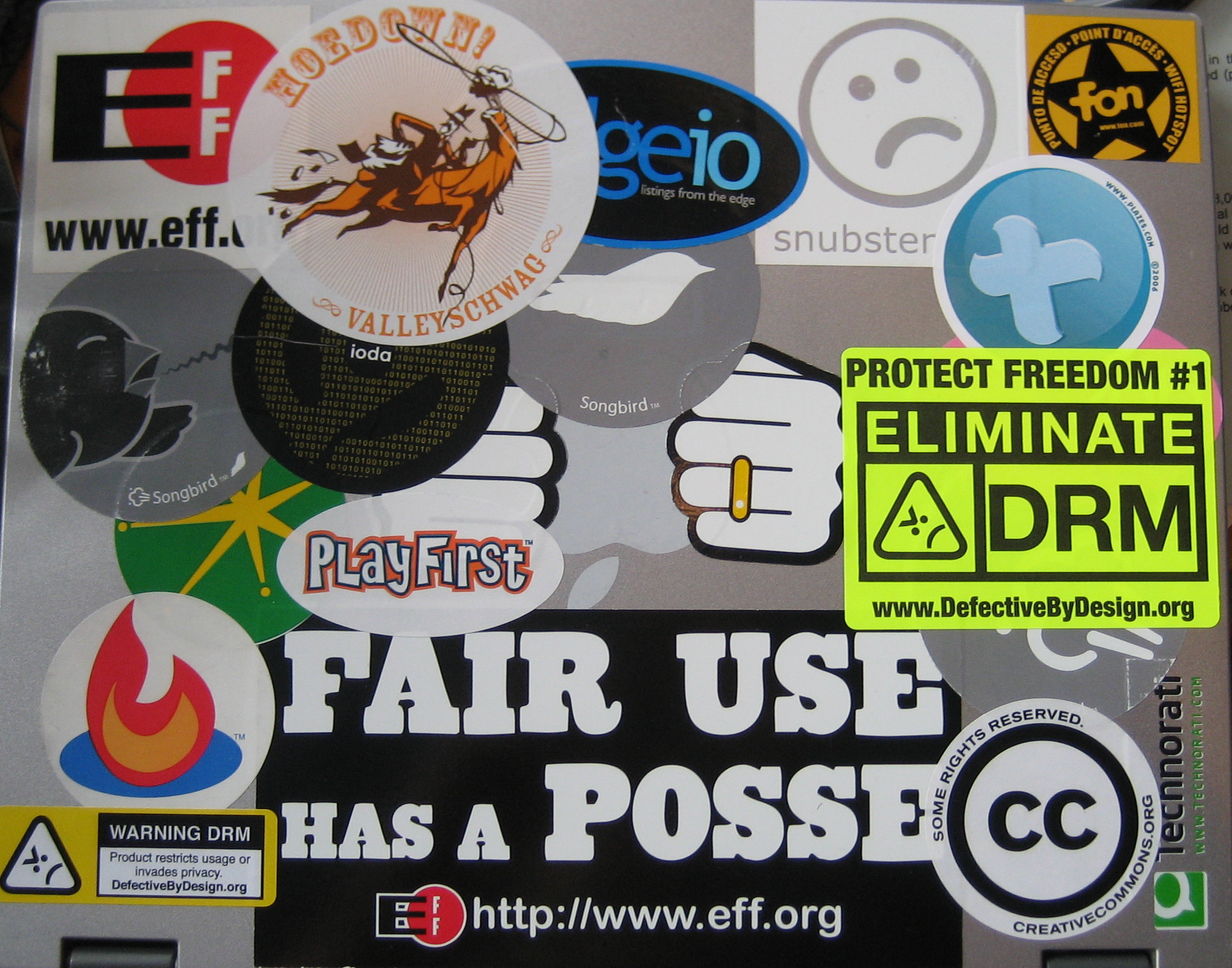
Autocollants sur un ordinateur portable autour du thème de la liberté

Un stickophile (de l'anglais sticker, « autocollant », suivi du suffixe grec -phile, « qui aime ») est un collectionneur d'autocollants. La stickophilie est son loisir.
Il existe en France un réseau informel de stickophiles qui échangent régulièrement des autocollants entre eux:
- certains se spécialisent dans un domaine précis (une marque, un produit ou un thème, comme les stations de radio) ;
- d'autres sont généralistes (tous autocollants publicitaires, campagnes d'opinions ou politiques, artistiques, etc.).

Le mode de classement varie selon les collectionneurs, mais on retrouve généralement un classement thématique, par catégories, puis par marques ou noms. Par exemple :
- médias
  - journaux
  - télévisions
  - radios
- alimentation
  - boissons
    - eaux
    - sodas
    - alcools
    - boissons chaudes

  - aliments
    - sucrés
    - salés
- textile
  - vêtements
    - pour homme
    - pour femme
    - pour enfant

  - linge de maison
- sport
  - sportifs
  - magasins et articles de sport
  - compétitions et événements